# Подарк
Подарк (др.-греч. Ποδάρκης) — персонаж древнегреческой мифологии. Сын Ификла, внук Филака Младший брат Протесилая. Жених Елены. Пришел под Трою на 10 кораблях. Убил амазонку Клонию. Убит Пенфесилеей.